# Buxtehude

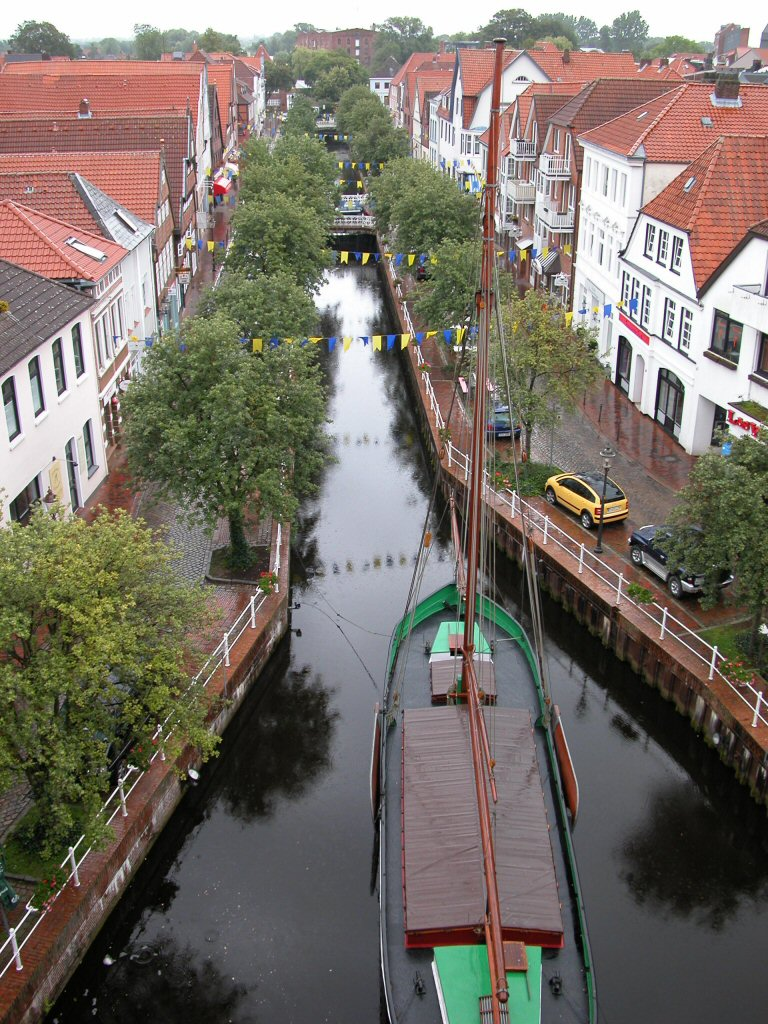
il Porto di Buxtehude

Buxtehude (in basso tedesco Buxthu)  una città tedesca di circa 40 000 abitanti del circondario di Stade, nella Bassa Sassonia.

Per popolazione è la seconda città del suo circondario, dopo il capoluogo Stade.
Buxtehude si fregia del titolo di "Comune indipendente" (Selbständige Gemeinde).

## Storia
Nel 959 venne fondato un villaggio, lungo le rive dell'Este, dal nome di "Hude". Successivamente, nel 1135, venne ribattezzato "Buchstadihude". Successivamente è diventata una delle città appartenenti alla Lega Anseatica.

## Geografia fisica
Buxtehude si trova sulle rive del fiume Este, affluente dell'Elba, conurbata con la periferia occidentale di Amburgo. fa parte della regione metropolitana della metropoli tedesca.

## Amministrazione

### Gemellaggi
- Blagnac, dal 1985
- Ribnitz-Damgarten, dal 1990